# 伊桑·卡茨伯格
伊桑·卡茨伯格（英語：Ethan Katzberg，2002年4月5日—），加拿大链球运动员。他是该项目的现任奥运会和世界冠军，曾在2024年巴黎夏季奥运会上夺得金牌。
他获得了2022年英联邦运动会田径男子链球比赛银牌，以及在2023年世界田径锦标赛男子链球比赛金牌，并以81.18米的成绩打破了加拿大链球国家纪录。
他是纳奈莫田径俱乐部（Nanaimo Track and Field Club）的前会员。